# DJI Osmo Pocket
DJI Osmo Pocket és una Càmera de vídeo amb estabilitzador digital de l'empresa DJI que va sortir a la venda el 29 de novembre de l'any 2018.

## Característiques tècniques
Les principals característiques són les següents:
| DIMENSIONS          | 121,9 x 36,9 x 28,6 mm                                                        |
| PES                 | 116 grams                                                                     |
| CÁMERA              | Sensor 1.2/3" CMOS de 12 MP, F2.0 y camp de visió de 80 graus                 |
| MODES DE FOTOGRAFIA | Fotografia, Panoràmica, Timelapse, Motionlapse                                |
| RESOLUCIÓ DE VÍDEO  | 4K Ultra HD: 3840x2160 24/25/30/48/50/60p FHD: 1920 x 1080 24/25/30/48/50/60p |
| EMMAGATZEMATGE      | Via microSD de fins 256GB                                                     |
| ESTABILITZADOR      | Paneig: +50° a -230° Inclinació: +50° a -95° Rotació: ±45°                    |
| BATERIA             | LiPo 875 mAh (140 minuts de autonomia en teoria)                              |